# Oscar Plattner
Oscar Plattner (Tschappina, Suïssa, 17 de febrer de 1922 - Zúric, 21 d'agost de 2002) va ser un ciclista suís professional del 1947 al 1965. Es va especialitzar en el ciclisme en pista. Va aconseguir dos Campionats del Món de Velocitat i vuit victòries en curses de sis dies.

## Palmarès
- 1944
  -  Campió de Suïssa de Velocitat amateur
- 1945
  -  Campió de Suïssa de Velocitat amateur
- 1946
  -  Campió del món de velocitat amateur
  -  Campió de Suïssa de Velocitat amateur
- 1947
  -  Campió de Suïssa de Velocitat
- 1948
  - 1r a la Zuric-Lausana
  -  Campió de Suïssa de Velocitat
- 1949
  -  Campió de Suïssa de Velocitat
- 1950
  - 1r al Tour del Nord-oest
  -  Campió de Suïssa de Velocitat
- 1951
  -  Campió de Suïssa de Velocitat
  - 1r als Sis dies de Copenhaguen (amb Kay Werner Nielsen)
- 1952
  -  Campió del món de velocitat
  -  Campió de Suïssa de Velocitat
- 1953
  -  Campió de Suïssa de Velocitat
  - 1r al Gran Premi de París
  - 1r als Sis dies de Hannover (amb Hans Preiskeit)
  - 1r als Sis dies d'Anvers (amb Achiel Bruneel)
- 1954
  -  Campió de Suïssa de Velocitat
- 1955
  -  Campió de Suïssa de Velocitat
- 1956
  - 1r als Sis dies de París (amb Walter Bucher i Jean Roth)
  - 1r als Sis dies d'Aarhus (amb Fritz Pfenninger)
- 1958
  -  Campió de Suïssa de Velocitat
  -  Campió de Suïssa de Madison (amb Walter Bucher)
- 1959
  -  Campió de Suïssa de Madison (amb Walter Bucher)
- 1960
  -  Campió de Suïssa de Velocitat
- 1961
  -  Campió de Suïssa de Velocitat
  - 1r als Sis dies de Madrid (amb Armin von Büren)
  - 1r als Sis dies de Nova York (amb Armin von Büren)
- 1962
  -  Campió de Suïssa de Velocitat
  - 1r als Sis dies d'Anvers (amb Peter Post i Rik Van Looy)
- 1963
  -  Campió de Suïssa de Velocitat
- 1964
  -  Campió de Suïssa de Velocitat